# Zoé Thouron
Zoé Thouron, née le 7 juin 1989 à Nancy est une autrice française de bande dessinée.

## Biographie
Fille du dessinateur de presse Lefred Thouron, elle est formée à l'école d'art d'Épinal et à l'école supérieure d'art de Loraine, à Metz. Elle a notamment collaboré à Fluide glacial, à La Revue dessinée, au journal Le 1, à Siné Mensuel, ainsi qu'avec l'Imagerie d'Épinal.

### Illustratrice
- Corinne Albaut et Zoé Thouron, Mission macarons : Le secret d'Elisabeth et Suzanne, Montigny-lès-Metz, Feuille de menthe, 1er septembre 2013 (ISBN 978-2-917653-05-0)
- Thomas Scotto et Zoé Thouron, La vie encore, Épinal, éditions du pourquoi pas, 2014, 55 p. (ISBN 979-10-92353-14-3)
- Tristan Thil et Zoé Thouron, Florange Une lutte d'aujourd'hui, Dargaud, 2014
- Jean Chauvelot et Zoé Thouron, Highway to love, Casterman, 2017
- Pierre Barthélémy, Zoé Thouron et Maxe l'Hermenier, Les Improbablologies : d'après les chroniques de science improbable de Pierre Barthélémy, Paris/52-Langres, Jungle, 2018, 47 p. (ISBN 978-2-8222-2262-4)
- Danièle Linhart et Zoé Thouron, Le burn-out, Bruxelles/impr. en Pologne, Le Lombard, coll. « La petite bédéthèque des savoirs », 2019, 71 p. (ISBN 978-2-8036-7303-2)
- Pierre Pelot et Zoé Thouron, Jacky Chat le chat, Chours, 2020, 34 p. (ISBN 978-2-88934-026-2)
- Frédéric Godart (en) et Zoé Thouron, La Mode déshabillée, Casterman, 2021, 160 p. (ISBN 978-2203208216)

### Ouvrages collectifs
- 2015 : Derrière le monument aux morts, éd. Le potager moderne  (ISBN 978-2-9532784-7-7)
- 2018 : Quartiers libres, éd. La Parenthèse  (ISBN 978-2-9548581-6-6)